# John Wagstaff
John Wagstaff (ur. 22 lipca 1932 roku) – brytyjski kierowca wyścigowy.

## Kariera
W wyścigach samochodowych Wagstaff poświęcił się głównie startom zaliczanym do klasyfikacji Mistrzostw Świata Samochodów Sportowych. W latach 1960, 1963-1964, 1967 pojawiał się w stawce 24-godzinnego wyścigu Le Mans. W pierwszym sezonie startów stanął na drugim stopniu podium w swojej klasie. W latach 1963-1964 odnosił zwycięstwa w klasie GT 1.3, a w klasyfikacji generalnej plasował się odpowiednio na 10 i 22 pozycji.